# AB Sardus
Sardus var en börsnoterad livsmedelskoncern med främst charkuterivaror och pastejer i sortimentet. 2007 köptes Sardus av Atria Scandinavia, som ägs av den finska livsmedelskoncernen Atria.